# Culebra Peak
Culebra Peak je třetí nejvyšší hora v pohoří Sangre de Cristo Mountains, v Jižních Skalnatých horách, ve Spojených státech amerických. Leží v jižní části pohoří, na jihu Colorada, v okrese Costilla County.
Culebra Peak je nejjižněji položený fourteener ve Skalnatých horách.